# La Parra de las Vegas
La Parra de las Vegas est une municipalité espagnole de la province de Cuenca, dans la région autonome de Castille-La Manche.